# Valverde del Camino
Valverde del Camino ist eine spanische Kleinstadt in der Provinz Huelva in der Autonomen Region Andalusien. 2024 hatte die Gemeinde 12.611 Einwohner. Das Stadtgebiet erstreckt sich über eine Fläche von 220 km² und ist zwischen den Flüssen Río Tinto und Odiel gelegen. Die Provinzhauptstadt Huelva ist circa 44 km entfernt. Die Stadt hat eine Partnerschaft mit Ochtrup (Nordrhein-Westfalen).